# Собор Николая Чудотворца (Наро-Фоминск)
Собор Николая Чудотворца (Никольский собор) — православный храм в городе Наро-Фоминске Московской области, главный храм Наро-Фоминского благочиния Одинцовской епархии Русской православной церкви.

## История
Церковь святителя Николая в селе Фоминском, на берегу реки Нары, была заложена в 1845 году, по проекту архитектора Петра Буренина, тщанием помещиков оного села поручика Николая Дмитриевича Лукина и советника Дмитрия Петровича Скуратова, владельцев Наро-Фоминской бумагопрядильной фабрики, и окончена в 1852 году. Храм получился необычный: двухъярусный крестообразный, очень большой по площади основной объём, увенчанный массивным барабаном-колокольней (тип храма под звоном) с массивной луковичной главой. Стены разделены на части пилястрами, под карнизом и на барабане — несколько декоративных поясков, окна утоплены в широкие ниши без декора, двери обрамлены стилизованными перспективными порталами.
В 1904 году архитектор В. А. Мазырин произвёл переустройство алтарной части и расширение церкви: к зданию были пристроены придел св. Георгия, ризница и богадельня, заложен фундамент под трапезную.
Храм был закрыт 1 февраля 1930 года, до войны использовался как склад, в войну церковь разграбили, от обстрелов пострадало само здание. В послевоенные годы храм был восстановлен, позже в нём разместился военно-исторический музей.
Храм передан верующим в 1989 году, вскоре был установлен купол, крест, отремонтирована крыша. В настоящее время Никольский храм — центральный храм Наро-Фоминского благочиния, в храме имеются приделы великомученика Георгия и иконы Божией Матери «Троеручица», находятся ковчеги и иконы с частицами мощей священномученика Петра (Зверева) и преподобных Варнавы Гефсиманского, Амвросия Оптинского, Иова Анзерского, праведного Василия Павло-Посадского, особо чтимая икона — великомученика Георгия.
К храму приписаны церкви и часовни: домовая больничная церковь великомученика и целителя Пантелеимона, часовня Иконы Божией Матери Неугасимая Лампада, часовня во имя благоверного князя Даниила Московского.